# Sérigny (Orne)
Sérigny és un municipi francès situat al departament de l'Orne i a la regió de Normandia. L'any 2007 tenia 376 habitants.

## Demografia

### Població
El 2007 la població de fet de Sérigny era de 376 persones. Hi havia 179 famílies de les quals 56 eren unipersonals (20 homes vivint sols i 36 dones vivint soles), 71 parelles sense fills, 44 parelles amb fills i 8 famílies monoparentals amb fills.
La població ha evolucionat segons el següent gràfic:
Habitants censats

### Habitatges
El 2007 hi havia 217 habitatges, 180 eren l'habitatge principal de la família, 23 eren segones residències i 14 estaven desocupats. 207 eren cases i 9 eren apartaments. Dels 180 habitatges principals, 138 estaven ocupats pels seus propietaris, 38 estaven llogats i ocupats pels llogaters i 4 estaven cedits a títol gratuït; 1 tenia una cambra, 9 en tenien dues, 32 en tenien tres, 49 en tenien quatre i 89 en tenien cinc o més. 139 habitatges disposaven pel capbaix d'una plaça de pàrquing. A 94 habitatges hi havia un automòbil i a 70 n'hi havia dos o més.

### Piràmide de població
La piràmide de població per edats i sexe el 2009 era:
| Homes | Edats   | Dones |
| ----- | ------- | ----- |
| 0     | 95 o +  | 0     |
| 0     | 90 a 94 | 0     |
| 0     | 85 a 89 | 8     |
| 0     | 80 a 84 | 0     |
| 12    | 75 a 79 | 20    |
| 20    | 70 a 74 | 12    |
| 8     | 65 a 69 | 16    |
| 8     | 60 a 64 | 8     |
| 12    | 55 a 59 | 8     |
| 16    | 50 a 54 | 20    |
| 16    | 45 a 49 | 16    |
| 16    | 40 a 44 | 20    |
| 12    | 35 a 39 | 12    |
| 20    | 30 a 34 | 8     |
| 24    | 25 a 29 | 8     |
| 8     | 20 a 24 | 32    |
| 28    | 15 a 19 | 16    |
| 0     | 10 a 14 | 4     |
| 20    | 5 a 9   | 8     |
| 12    | 0 a 4   | 8     |

## Economia
El 2007 la població en edat de treballar era de 234 persones, 166 eren actives i 68 eren inactives. De les 166 persones actives 151 estaven ocupades (81 homes i 70 dones) i 15 estaven aturades (7 homes i 8 dones). De les 68 persones inactives 40 estaven jubilades, 9 estaven estudiant i 19 estaven classificades com a «altres inactius».

### Ingressos
El 2009 a Sérigny hi havia 185 unitats fiscals que integraven 403 persones, la mediana anual d'ingressos fiscals per persona era de 17.697 €.

### Activitats econòmiques
Dels 22 establiments que hi havia el 2007, 1 era d'una empresa extractiva, 6 d'empreses de construcció, 8 d'empreses de comerç i reparació d'automòbils, 2 d'empreses de transport, 1 d'una empresa de serveis, 2 d'entitats de l'administració pública i 2 d'empreses classificades com a «altres activitats de serveis».
Dels 7 establiments de servei als particulars que hi havia el 2009, 1 era una funerària, 1 paleta, 2 guixaires pintors i 3 lampisteries.
Els 2 establiments comercials que hi havia el 2009 eren grans superfícies de material de bricolatge.
L'any 2000 a Sérigny hi havia 13 explotacions agrícoles que ocupaven un total de 576 hectàrees.

## Poblacions més properes
El següent diagrama mostra les poblacions més properes.